# Remigio Vigliero
Remigio Vigliero (Sale delle Langhe, 3 febbraio 1895 – Genova, 7 maggio 1967) è stato un generale e partigiano italiano.

## Biografia
Nasce a Sale delle Langhe, primo di otto figli del colonnello cav. Carlo e di Agostina Vigliero. Si sposa nel 1924 con Teresita Cocca dalla quale avrà due figli: Bianca Maria (1925-2012, giornalista) e Filippo (1931-2011, generale degli Alpini e padre della scrittrice Mitì). Dopo aver frequentato il liceo-seminario di Vicoforte Mondovì, conseguendo la licenza presso il Regio Liceo di Chiavari, frequenta la Facoltà di Agraria presso l'Università di Pisa.

### Prima guerra mondiale e guerre coloniali
Viene richiamato nel 1915 e assegnato al Corso Allievi Ufficiali presso la Scuola Militare di Modena. Inviato poco dopo in zona di guerra, viene promosso nel 1917 Sottotenente in Servizio Attivo Permanente per meriti di guerra. Fra il novembre e il dicembre 1917 prende parte alla ritirata di Caporetto con l'incarico di comandante di plotone. Viene promosso tenente e comandato ai Corsi Invernali Ufficiali di Fanteria a Fornovo Taro. Nel 1918 viene trasferito quale aiutante maggiore alla Scuola Perfezionamento Mitraglieri, subito trasformata in reparto operativo in zona di guerra e poi confluita nel Reparto Mitraglieri Fiat di Bagni della Porretta. Nel 1920 viene comandato quale aiutante maggiore del Comando Truppe alla Scuola Centrale di Fanteria di Oriolo Romano, dove rientrerà nel 1922 dopo aver frequentato il 4º corso di perfezionamento presso la Scuola Militare di Modena.
Nel 1928 viene assegnato al 1º Reggimento Alpini dove prende il comando della 1ª Compagnia, Battaglione "Ceva".
L'anno successivo viene nominato capitano e nel 1930 ammesso alla Scuola di Guerra, dove si diplomerà idoneo al servizio di Stato Maggiore nel 1933, per essere assegnato al Comando del Corpo d'Armata di Bologna.
Nel 1934 ritorna al 1º Reggimento Alpini al comando dell'8ª Compagnia, per raggiungere l'Africa Orientale Italiana con il battaglione "Pieve di Teco", partecipando alla battaglia dell'Amba Aradam. Nel '36 viene trasferito allo Stato Maggiore del Governo Generale dell'A.O.I. Nel '37 viene promosso maggiore "a scelta speciale" e nominato comandante del battaglione "Pieve di Teco".

### II Guerra Mondiale e Resistenza

Il Capo di S.M. gen. Cavallero, il t. col. Vigliero (di spalle), Mussolini e il mar. Badoglio davanti alle truppe schierate poco prima dell'avvio dell'Offensiva di primavera (1941)

Nel 1939 viene nominato Capo di Stato Maggiore della 57ª Divisione fanteria "Lombardia", a Pola. Nel '40 viene promosso tenente colonnello e mobilitato in zona di guerra, combattendo sul fronte greco-albanese come Capo di S.M. delle Div. 51ª Fanteria "Siena" e 2ª Alpina "Tridentina". Nel 1942 viene trasferito al Comando Supremo in funzione di Capo Scacchiere Orientale e successivamente Capo Scacchiere Africa, inviato con la Dele.A.Se. in Africa Settentrionale (Libia), dove compirà successive missioni nel corso del '43, anche in Tunisia. Viene promosso colonnello e mobilitato al comando del 3º Gruppo Alpini "Valle" che viene disciolto l'11 settembre '43, subito dopo avere difeso la base navale di La Spezia.

Il bilancio dello scontro ammontò per i tedeschi a 23 morti, una trentina di feriti e 3 carri armati distrutti insieme a 5 automezzi e 8 motocicli. Grazie alla conoscenza del territorio, nessuna perdita venne registrata fra le forze italiane, pur armate di due soli cannoni da 75 abbandonati da altri reparti in fuga, fortunosamente recuperati nella pineta di Carrara dal comandante della 131ª Compagnia "Val Pellice", tenente Serafino, dopo che i tedeschi gli avevano intimato di arrendersi entro un'ora.

Il 25 settembre 1943 viene iscritto al fronte clandestino della Resistenza con il nome di battaglia "Cevasco". Opera nel Servizio Informazioni Militari del CMRP (Comando Militare Regionale Piemonte) e nel CMRL (Comando Militare Regionale Ligure) come coordinatore delle operazioni Piemonte-Liguria, che gestisce da Ceva (CN).

Il 29 dicembre 1944 viene catturato a Ceva in casa dei suoceri da un commando composto da ufficiali delle SS e repubblicani e tradotto prima a Savona e poi a Genova, nella IV sezione (detenuti politici) del carcere di Marassi, con frequenti trasferimenti alla famigerata Casa dello Studente, sede della Gestapo, dove viene sottoposto per mesi a brutali interrogatori. Viene liberato il 13 aprile 1945.

### Dopoguerra
Nel 1946 assume il comando del 2º Reggimento Fanteria e nel '47 del 157º Reggimento Fanteria "Leoni di Liguria", da lui ricostituito.
Nel 1948 viene inviato a Lecce per ricostruire la Scuola Unica Allievi Ufficiali di Complemento, della quale assume il comando. Con l'avvio dei primi corsi, l'anno successivo, venne a manifestarsi il problema che molti degli allievi avevano concluso la guerra combattendo su fronti opposti, con parte di essi che aveva giurato fedeltà alla R.S.I. Il colonnello Vigliero risolse la questione scrivendo al maresciallo Graziani, che sciolse dal giuramento gli interessati, che poterono quindi concludere il corso giurando fedeltà alla giovanissima Repubblica Italiana, di fronte alla bandiera che aveva quale scorta d'onore due soldati reduci dei due schieramenti.

Nel 1951 viene promosso generale e collocato nella riserva per limiti di età.
Tornato a Genova si dedica all'assistenza ai reduci come Consigliere Delegato Provinciale dell'Opera Nazionale per gli Invalidi di Guerra e successivamente come Consigliere Comunale e Presidente della Sezione Ligure dell'Associazione Nazionale Alpini, per la quale organizzò la costruzione della nuova sede che gli verrà dedicata dopo la morte. Verranno a lui dedicate anche le sedi dei gruppi di Margarita (CN), Rapallo (GE) e Serra Riccò (GE).
I Comuni di Genova e Margarita hanno vie a lui dedicate.

## Pubblicazioni
- Battaglione Pieve di Teco, Coll. Gli alpini di fronte al nemico, 10º Regg.to Alpini Editore in Roma, 1938
- Numerosi articoli su varie riviste militari